# Блит, Мадонна
Мадонна Блит (англ. Madonna Blyth; род. 30 ноября 1985, Брисбен) — австралийская хоккеистка на траве, полузащитник; крикетчица. Участница летних Олимпийских игр 2008, 2012 и 2016 годов, двукратный серебряный призёр чемпионата мира 2006 и 2014 годов, трёхкратная чемпионка Океании 2005, 2013 и 2015 годов, трёхкратный серебряный призёр чемпионата Океании 2007, 2009 и 2011 годов.

## Биография
Мадонна Блит родилась 30 ноября 1985 года в австралийском городе Брисбен.
Начала заниматься хоккеем на траве в 5-летнем возрасте. В 15 лет дебютировала на национальном уровне, став чемпионкой Австралийского юношеского олимпийского фестиваля в 2001 году.
Играла в хоккей на траве за «Хейл» из Перта и «Квинсленд Скорчерс».
В 2004 году дебютировала в женской сборной Австралии, сыграв в Трофее чемпионов в Росарио. В 2009—2016 годах была капитаном сборной.
В 2008 году вошла в состав женской сборной Австралии по хоккею на траве на летних Олимпийских играх в Пекине, занявшей 5-е место. Играла на позиции полузащитника, провела 6 матчей, забила 1 мяч в ворота сборной Великобритании.
В 2012 году вошла в состав женской сборной Австралии по хоккею на траве на летних Олимпийских играх в Лондоне, занявшей 5-е место. Играла на позиции полузащитника, провела 6 матчей, мячей не забивала.
В 2016 году вошла в состав женской сборной Австралии по хоккею на траве на летних Олимпийских играх в Рио-де-Жанейро, занявшей 6-е место. Играла на позиции полузащитника, провела 6 матчей, мячей не забивала.
Дважды выигрывала серебряные медали чемпионата мира — в 2006 году в Мадриде, где забила 1 мяч, и в 2014 году в Гааге.
В сезоне-2012/13 стала серебряным призёром финала Мировой лиги в Тукумане.
Дважды выигрывала серебро Трофея чемпионов — в 2005 году в Канберре и в 2009 году в Сиднее.
Завоевала шесть медалей чемпионата Океании: золото в 2005 году в Окленде и Сиднее, в 2013 и 2015 годах в Стратфорде, серебро в 2007 году в Будериме, в 2009 году в Инверкаргилле и в 2011 году в Хобарте.
Трижды становилась чемпионкой хоккейных турниров Игр Содружества: в 2006 году в Мельбурне, в 2010 году в Нью-Дели и в 2014 году в Глазго.
В 2004—2016 годах провела за женскую сборную Австралии 342 матча, забила 70 мячей. Рекордсменка национальной команды по числу игр.
Завершив выступления в хоккее на траве в 2016 году, перешла в крикет, где играла за «Субиако Флорит» в классе «А» Западной Австралии. По состоянию на 2021 год работает в ассоциации крикета Западной Австралии тренером и менеджером по развитию талантов.